# Сотириади, Константин Ахиллесович
Константин Ахиллесович Сотириади — советский геолог, лауреат Ленинской премии.
Родился в Баку в 1904 г.
Окончил геологоразведочное отделение Азербайджанского индустриального института (1938). После начала войны работал в Сибири.
В 1944 г. направлен в Узбекистан, занимался изучением материалов неудавшихся разведок. В 1945 году возглавил группу геологоразведки в районе Бухары.
В последующем — главный геолог треста «Узбекнефтегазразведка», главный геолог Узглавгеологии, зам. директора Института геологии и разведки нефтяных и газовых месторождений (ИГИРНИГМ) (Ташкент).
Кандидат- геолого-минералогических наук (1964, тема диссертации «Юрские и меловые отложения Западного Узбекистана и их нефтегазоносность»).
Лауреат Ленинской премии (1960) — за открытие и разведку крупнейшего в СССР Газлинского месторождения природного газа.
Сочинения:
- Юрские и мелoвые oтлoжения Западнoгo Узбекистана и их нефтегазoнoснoсть [текст] / Сотириади Константин Ахиллесович — Ташкент : Фан, 1968. — 169 с., 4 л. черт., карт., 4 отд. л. схем. : черт., карт.
- Мезозойские отложения Западного Узбекистана и их нефтегазоносность. Труды ИГИРНИГМ, Изд-во «Фан» УзССР, Ташкент, 1968.
- Литология, стратиграфия, геохимия и нефтегазоносность палеогеновых отложений Сурхандарьинской впадины [Текст] / Н. Е. Минакова, К. А. Сотириади, М. Эгамбердыев [и др.]; [Отв. ред. акад. А. М. Акрамходжаев] ; Ин-т геологии и разведки нефт. и газовых месторождений. — Ташкент : Фан, 1975. — 153 с., 2 л. схем. : ил.; 27 см.
- Жуковский Л . Г., Каеш Ю. В., Сотириади К. А. Нефтегазоносные фации юры и мела Бухаро- Хивинский нефтегазоносной провинции. Л.: Недра, 1959. С. 55—66. (Тр. ВНИГРИ; Вып. 28).
- Сотириади К. А., Нуртаев С. Н. О карбонатных формациях юры юго-западных отрогов Гис- сарского хребта и Бухаро-Хивинской области. М.: Недра, 1961. (Тр. ВНИГНИ; Вып. 35). С. 27—35.
- Сотириади К. А., Троицкий В. И. Терригенно- минеральная зональность юрских отложений Южного Узбекистана/ / Тр. Главгеологии УзССР. 1962. Вып. 3. С. 69—74.